# 대한제국 여권
대한제국 여권(大韓帝國旅券)은 대한제국 국적의 국민이 해외 여행 과정에서 신분을 증명하는 데에 사용된 여권이다. 이름, 직업, 보증인 등의 기본적인 신분 확인 정보가 기록되어 있었으며, 대한제국 외부가 여권 발급을 관할했다.

## 발급
광무 7년(1903년)에 고종황제가 수민원(綏民院)이라는 이민귀화국을 급히 신설하고, 민영환(1861~1905)을 총재로 임명해 이주 노동자인 이재수(당시 28세)에게 집조(執照·여권)를 발급해 주었다.
광무 8년(1904년) 전라도 창평에 거주하던 김만수(당시 23세)에게 집조를 발급했다. 대한제국이 광무 9년(1905년)에 을사늑약으로 일본에 외교권을 박탈당하기 1년 전이다. 집조에는 여행인의 이름, 주소, 나이, 여행 목적, 목적지 등이 영어, 프랑스어, 한문으로 명기돼 있다.
1910년에 일제강점기가 시작되면서 조선인들은 일본 외무성에서 발급한 일본 여권을 사용해야 했다. 하지만 조선인들이 일본 여권을 취득하는 것은 항상 쉬운 일이 아니었다. 당시 일본 제국의 통치자들은 소수의 조선인 협력자들에게만 여권을 발급해주었다. 일본 제국의 식민지 시대에 조선인들을 대상으로 발급한 여권은 영국의 해외 시민 여권과 마찬가지로 조선인들이 일본 본토를 여행하기 위해서는 특별 허가를 필요로 했다.
오늘날 남아있는 대한제국 여권은 극히 드문 편이다. 2012년에는 미국 하와이로 이주했던 안철영의 아들인 안형주가 대한민국 서울에 위치한 국립중앙도서관에 2,500여 점에 달하는 미주 한인 역사 문서, 안철영의 대한제국 여권을 기증했다. 또다른 대한제국 여권은 숭실대학교 박물관에 보관되어 있는데, 1903년에 민영환이 받은 여권이다.

## 같이 보기
- 대한민국 여권